# Muricella tuberculata
Muricella tuberculata är en korallart som först beskrevs av Eugen Johann Christoph Esper 1791.  Muricella tuberculata ingår i släktet Muricella och familjen Acanthogorgiidae. Inga underarter finns listade i Catalogue of Life.